# Mozaga
Mozaga es una localidad de la isla de Lanzarote. Pertenece al municipio de Teguise, en las Islas Canarias, España. En 2016 contaba con 373 habitantes (INE, enero de 2015).

## Situación
Situado hacia el centro geográfico de la isla, entre los límites de separación de los municipios de Teguise y de San Bartolomé, perteniendo la mayor parte del pueblo al primero. Está incluido en el paisaje protegido de La Geria.

## Historia
A comienzos del siglo XVII, en el lugar que ocupa el pueblo, el Capitán Gaspar de Samarines erigió un cortijo. En 1737 las Sinodales del obispo Dávila y Cárdenas habla de una población de 12 vecinos. Ya en 1850 Pascual Madoz le asigna 125 habitantes; y en 1900 ya alcanzaba una población de 136 habitantes.
En la actualidad la actividad económica del pueblo se centra alrededor del cultivo de la vid, la producción de vino y el turismo enológico.

## Museo del Campesino
En la entrada del pueblo desde San Bartolomé se encuentra la Casa Museo del Campesino. Diseñada por César Manrique, inspirada en la arquitectura típica lanzaroteña y dedicada a la  artesanía local, las tradiciones y el modo de vida de los agricultores de la isla. En la entrada destaca el Monumento a la Fecundidad de Manrique, con 15 metros de altura.